# ノーマ・ジーンとマリリン
『ノーマ・ジーンとマリリン』（原題：Norma Jean & Marilyn）は、1996年制作のアメリカ合衆国のテレビ映画。
ハリウッド女優マリリン・モンローの生涯を、本名のノーマ・ジーン・ベイカーとスターのマリリン・モンローの2つの人格に分け、二人一役による演出で描いた。
アメリカではHBOによりテレビ映画として制作・放送され、日本では劇場用映画として公開された。

## あらすじ
1926年、ノーマ・ジーンは映画編集者グラディス・ベイカーの私生児として生まれた。1945年、19歳でモデルとして活動を始めたノーマ・ジーンはやがて映画関係者の目に止まり、女優マリリン・モンローとしてデビュー、たちまち人気女優となる。
だが、成功をつかんだ彼女の前にノーマ・ジーンの幻影が現れ、「あなたは女優にも母親にもなれない」と不吉な予言を告げる。やがてその言葉通り、マリリンは結婚・離婚を繰り返すようになり、仕事にも陰りが見え始める。
そして、時のアメリカ合衆国大統領ジョン・F・ケネディと、その弟で司法長官のロバート・ケネディとの出会いがマリリンをさらに追い詰めることになる…。

## キャスト
- マリリン・モンロー：ミラ・ソルヴィノ（吹替：相沢恵子）
- ノーマ・ジーン・ベイカー：アシュレイ・ジャッド（吹替：佐々木優子）
- エディ・ジョーダン：ジョシュ・チャールズ（吹替：坂東尚樹）
- ジョニー・ハイド：ロン・リフキン（吹替：関根信昭）
- ダリル・F・ザナック：ジョン・ルービンスタイン（吹替：塚田正昭）
- アーサー・ミラー：デヴィッド・デュークス（吹替：沢木郁也）
- ジョー・ディマジオ：ピーター・ドブソン（吹替：大川透）
- ナターシャ・ライテス：リンゼイ・クローズ（吹替：勝生真沙子）
- フレッド：テイラー・ニコルズ
- ビリー・ワイルダー：アラン・コーデュナー
- リー・ストラスバーグ：ダナ・ゴールドストーン
- ベティ・デイヴィス：ナンシー・リネハン・チャールズ
- モンゴメリー・クリフト：ジェフリー・コムズ
- ジェーン・ラッセル：エリカ・ナン
- ロバート・ケネディ：スティーヴン・カルプ[1]
- ピーター・ローフォード：ピーター・サンズ
- ハワード・ホークス：ハワード・プラット
- ジョン・F・ケネディ：ピーター・スティーヴンス

吹替その他、峰あつ子、辻親八、仲野裕、瀬畑奈津子、梅津秀行、星野充昭、火野カチコ、伊藤栄次、永野広一、中澤やよい、星野佐登美